# 수양버들
수양버들(垂楊--, 학명: Salix babylonica 살릭스 바빌로니카[*])은 버드나무과의 식물이며 낙엽성의 작은 활엽교목이다. 학명인 ‘Salix babylonica’는 구약성경의 시편 제137편에서 유래했다. 또한, 수양버들은 쌍떡잎식물로, 잎이 피침형으로 어긋나 자라며 잎의 끝에는 잔톱니가 있거나 밋밋하다. 10미터에서 25미터까지 자라며 줄기가 축 늘어지는 것이 특징이다. 수양버들의 뒷면은 분처럼 희다. 세계 도처에 식재하며 한국에는 이미 통일신라시대 때 들어와 전국 곳곳에 널리 분포되어 있다.
또한 수양버들은 이른 봄에 새잎이 나면서 꽃이 피는데, 수꽃은 황색이며 2개의 수술이 있고, 암꽃이삭은 원기둥 모양이며, 수양버들의 열매는 삭과로 여름에 익는다. 씨앗은 5월에 성숙해 퍼뜨리는데, 많은 솜털을 가지고 있어서 바람에 잘 날리기 때문에 호흡기에 질병을 일으키기도 한다. 습한 곳에서 싹을 틔우며 잘 자라기에 강변에 서식하며 하천물을 막아 주변 지역을 침수시켜 피해를 주기도 하지만, 류머티스, 황달, 화상, 습진 등을 다스리고 신경통, 치통 등 통증의 진통에 효과가 있으며, 종기의 치료에 이용되는 등 여러 효능을 지니고 있다. 이로 인해 민간요법의 재료 및 한약재로 쓰이며, 그밖에 수목은 가로수, 목재로 이용되는 등 많은 쓰임새를 지니고 있다. 여러 종교와 국가에서 수양버들을 소재로 한 문화가 나타나며, 그 독특한 생김새로 인해 여러 문학과 미술 작품에서도 소재로써 사용되고 있다.

## 이름
수양버들의 '수양'이라는 이름의 유래는 아버지인 문제를 죽이고 보위에 오른 수나라의 제2대 황제 양제(煬帝)가 황하와 회수를 잇는 대운하를 건설할 당시 운하 제방에 버드나무를 심었는데, 대운하를 만들면서 백성들에게 상을 주며 많이 심게 하였기에 붙여졌다는 설이 있고, 양제가 무더운 날씨에 광릉으로 행차할 때 우세기(虞世基)라는 관리가 둑에 수양버들을 심자고 제안하였고, 이를 수락하여 백성들에게 수양버들 한 그루씩을 바치면 비단 한 필을 하사하겠다고 하자 백성들이 앞다투어 바쳤고, 양제는 기뻐하며 친히 수양버들에 자신의 성인 양(楊)을 붙여 양류(楊柳)라고 이름을 하사하였기에 이와 같은 이름으로 불린다는 설이 있다. 중국어에서 이와 같은 양류의 별칭으로는 수양류(垂楊柳)도 존재한다. 수양버들은 보통의 버들보다 가지와 잎이 더 가늘고 길어서 '실버들' 또는 '사류'(絲柳), '세류'(細柳)라고도 불린다.
수양버들의 속인 버드나무속의 학명인 Salix는 켈트어로 가깝다는 뜻의 살(sal)과 물이라는 뜻의 리스(lis)의 합성어인〈물가〉라는 단어의 의미에서 유래했다. 종 이름인 수양버들의 학명인 Salix babylonica의 babylonica는 '바빌론의'라는 뜻인데, 구약성경의 시편 137편에서 나오는 바빌론 강변의 버드나무에서 유래하였다. 다만, 실제로 시편에 나오는 바빌론의 강변에 나있던 나무는 사시나무의 일종인 유프라테스 포플러라는 설이 있다.:214 영어 명칭인 ‘weeping willow’도 구약성경의 고사에서 유래하였다. 꽃말은 '비애', '추도'이다.
영어권에서는 ‘Babylon weeping willow’·‘Peking willow’·‘weeping willow’라 부르며, 아프리카에서는 ‘treurwilger’, 프랑스에서는 ‘saule de Babylone’·‘saule pleureur’, 독일에서는 ‘Trauerweide’, 스페인에서는 ‘sauce de Babilonia’·‘sauce llorón’, 일본에서는 ‘シダレヤナギ 시다레야나기[*]’라 부른다.

## 분포
수양버들은 중국 중남부가 원산지로, 강변이나 연못의 가장자리 등 습지에 주로 서식하며 세계 도처에 식재한다. 중국에서는 장강과 황하 유역에 많이 자생한다. 일본의 경우는 나라 시대에 한반도를 거쳐 도래한 것으로 보이며, 대부분 수포기이다. 나라 시대의 수도인 나라의 장안의 대로의 가로수로 심어져 있었다. 유럽의 경우는 17세기 말에 들어오게 되었으며, 미국의 경우는 18세기에 정원수로 심기 위해 들어오게 되었다. 중동 지방에서는 시리아와 팔레스타인, 그리고 아라비아와 특히 요르단강에 많이 서식한다. 이 밖에 남아프리카의 남아프리카 공화국과 레소토, 오스트레일리아와 뉴질랜드에 귀화하여 분포한다.

## 형태

### 줄기 및 가지

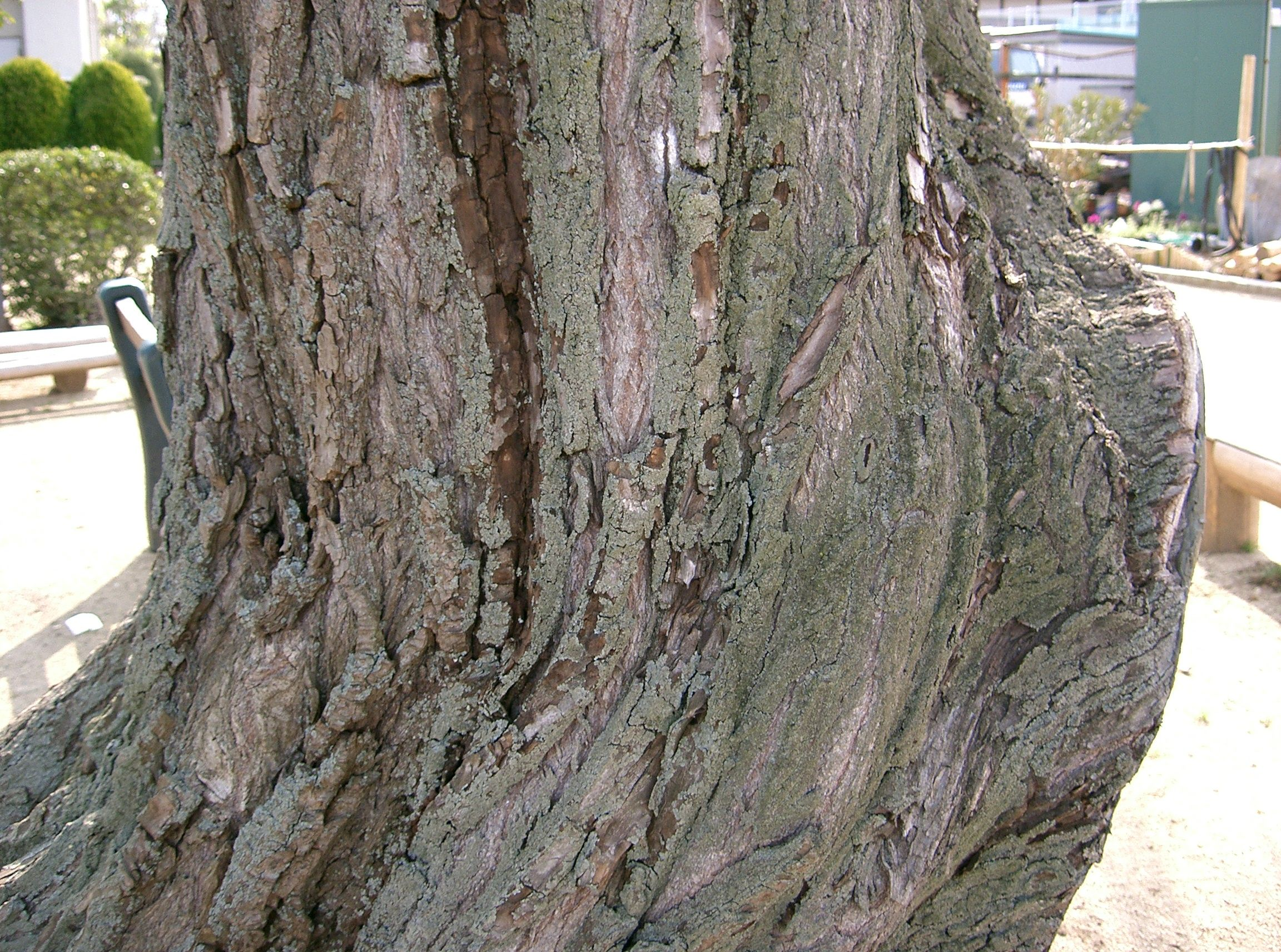
줄기

수양버들은 10미터에서 25미터까지 자란다. 줄기는 굵고 길게 뻗어 있으나, 끝 부분만 가늘고 축 늘어뜨려 있다. 가지는 사방으로 퍼진다. 잎과 가지의 모양이 한국에 자생하는 능수버들과 비슷하여 식별하는 데 혼동하는 수가 있다. 나무껍질은 짙은 갈색이며 세로로 깊게 갈라진다. 수양버들의 새로 난 가지는 녹색빛에 매끈하며 1년생 어린 가지는 붉은 자줏빛을 띤다. 줄기 위의 많은 가지가 달린 부분인 수관은 구형 또는 종모양에 가깝고, 수양버들의 가지는 바람에 약해 매우 부러지기 쉽다.

### 잎

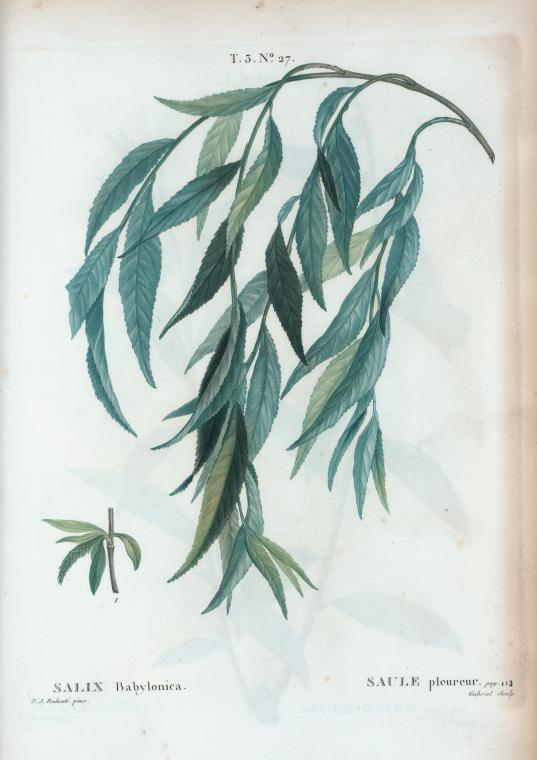
잎

수양버들은 쌍떡잎식물이다. 잎은 어긋나 자라며, 엽선이 점차 뾰족해지는 점첨두 형태를 띤다. 길이는 7~12센티미터까지 자라고, 폭은 10~17밀리미터까지 자란다. 잎 가장자리는 잔톱니가 있거나 거의 밋밋하며, 잎 양면에 털은 없다. 잎 뒷면은 녹회백색을 띤다. 잎자루는 2~4밀리미터로 짧은 편이며, 털이 있다. 어린 줄기와 가지에 달린 잎은 긴 타원형이어서 버드나무의 잎과 비슷하고, 늙은 줄기에 달린 잎은 달걀 모양 또는 마름모꼴이어서 미루나무의 잎과 비슷하다.

### 꽃과 열매

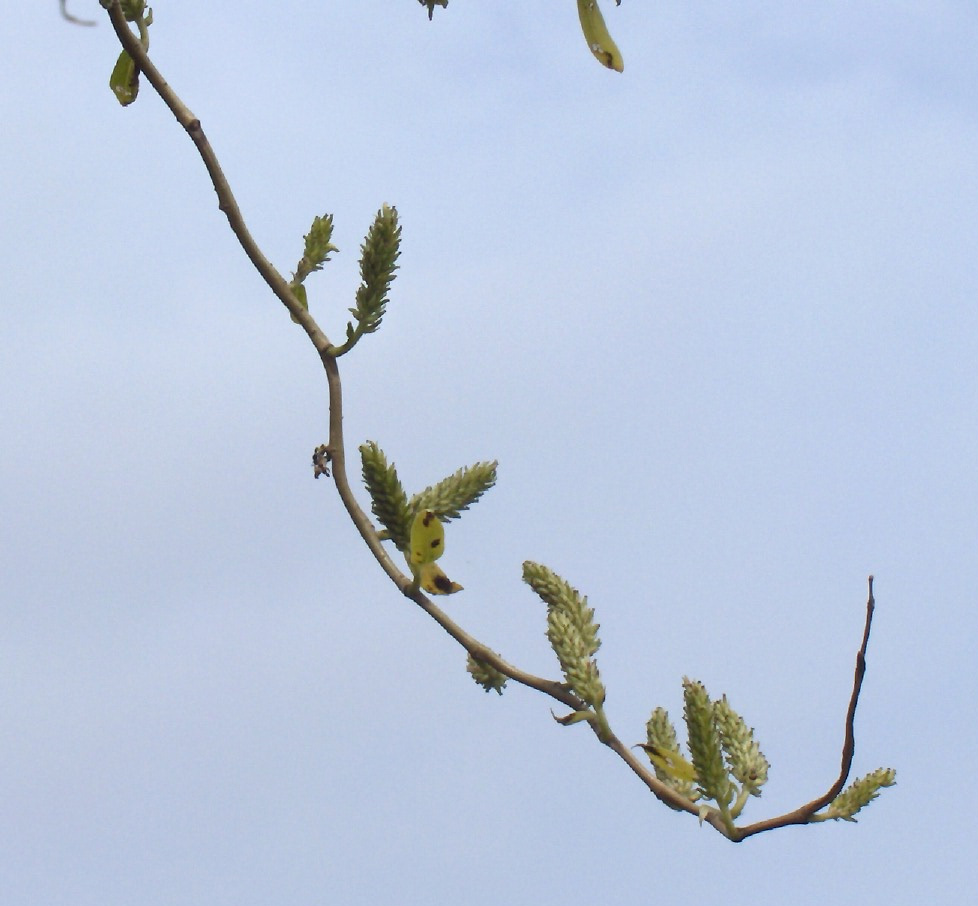
수꽃

수양버들은 3월에서 4월 무렵 꽃을 피운다. 꽃은 갈래꽃으로서, 꽃잎이 낱낱이 서로 갈라져 있다. 충매화이며 수꽃은 2~3센티미터이고 암꽃은 이보다 조금 작은 1~2센티미터이다. 수술은 2개이며 꽃밥은 노란색을 띤다. 자웅이주로서, 꽃이 암수딴그루인 식물이나 간혹 암수한그루인 경우도 있다. 암나무를 작게 꺽꽂이해 번식시킨다. 4월에 잎과 함께 황록색으로 꽃이 핀다. 수꽃이 피는 꽃차례는 1~2센티미터로서 꽃차례의 중심축인 꽃대축에는 털이 있다. 꽃대나 꽃자루의 밑을 받치는 잎인 포는 길이 1.5밀리미터로 끝이 무디며 타원형에 털이 있다. 열매는 원뿔 모양이며 익으면 말라 쪼개지면서 씨를 퍼뜨리는 삭과이다. 길이 3밀리미터로 씨방에는 털이 없으며 씨앗은 8월에 여물고 5월에 성숙하면 바람을 통해 씨앗을 퍼뜨리며, 습한 토양에서 발아한다. 씨앗의 수명은 짧아 일주일 정도가 지나면 발아력을 상실한다. 암나무는 종자를 멀리 날려 보내기 위해 솜털이 붙어있는데, 이를 꽃가루로 오해하는 경우가 많다. 꽃가루가 아니기에 꽃가루 알레르기를 일으키는 것은 아니나, 먼지에 휩쓸려 다니면서 좋지 않은 것을 옮길 수 있다. 또한 종자의 솜털이 바람에 날려 하천에 뿌리를 내리면 장마철 하천의 물을 막아 홍수 피해가 날 수 있기에 암그루를 베어내는 사례도 있다.

## 습성
햇빛을 좋아하고 내한성(耐寒性)이 강하며 먼지, 가스 등에도 잘 견딘다. 땅을 많이 가리지는 않으나, 습지에서 잘 자라는 편이다. 소금기가 있는 땅에서도 잘 자란다. 수양버들은 꺾꽂이로 잘 자라기에 이를 통한 번식이 가능하다. 봄에 싹이 트기 전에 꺾꽂이를 한다. 하지만 수양버들은 뿌리를 썩게 하는 곰팡이 균이 침투하기 쉽고, 뿌리가 썩기 시작하면 강한 바람에 밑둥이 파헤쳐져 나오기도 하는 등 바람에 약한 모습을 보인다. 곰팡이가 피기 시작한 수목은 뿌리의 부식이 진행되고 있다고 판단할 수 있다.

### 다른 생물과의 관계
수양버들과 관계가 있는 곤충으로는 버들진딧물, 버들쌍꼬리진딧물, 등줄버들머리매미충, 산버들머리매미충, 버들잎털진딧물, 대륙털진딧물, 버들왕진딧물, 닮은버드나무이, 무늬곤봉하늘소, 두눈사과하늘소, 캘리포니아나무좀, 미국흰불나방, 포플라가는나방, 수양버들혹파리 등이 있다. 이들은 수양버들에 기생한다. 수양버들혹파리는 수양버들의 새로 난 가지에 벌레혹을 만들어 그 안에 알을 낳으며, 애벌레들은 벌레혹 안에서 수양나무의 식물 조직을 먹으며 자란다.

## 비슷한 나무

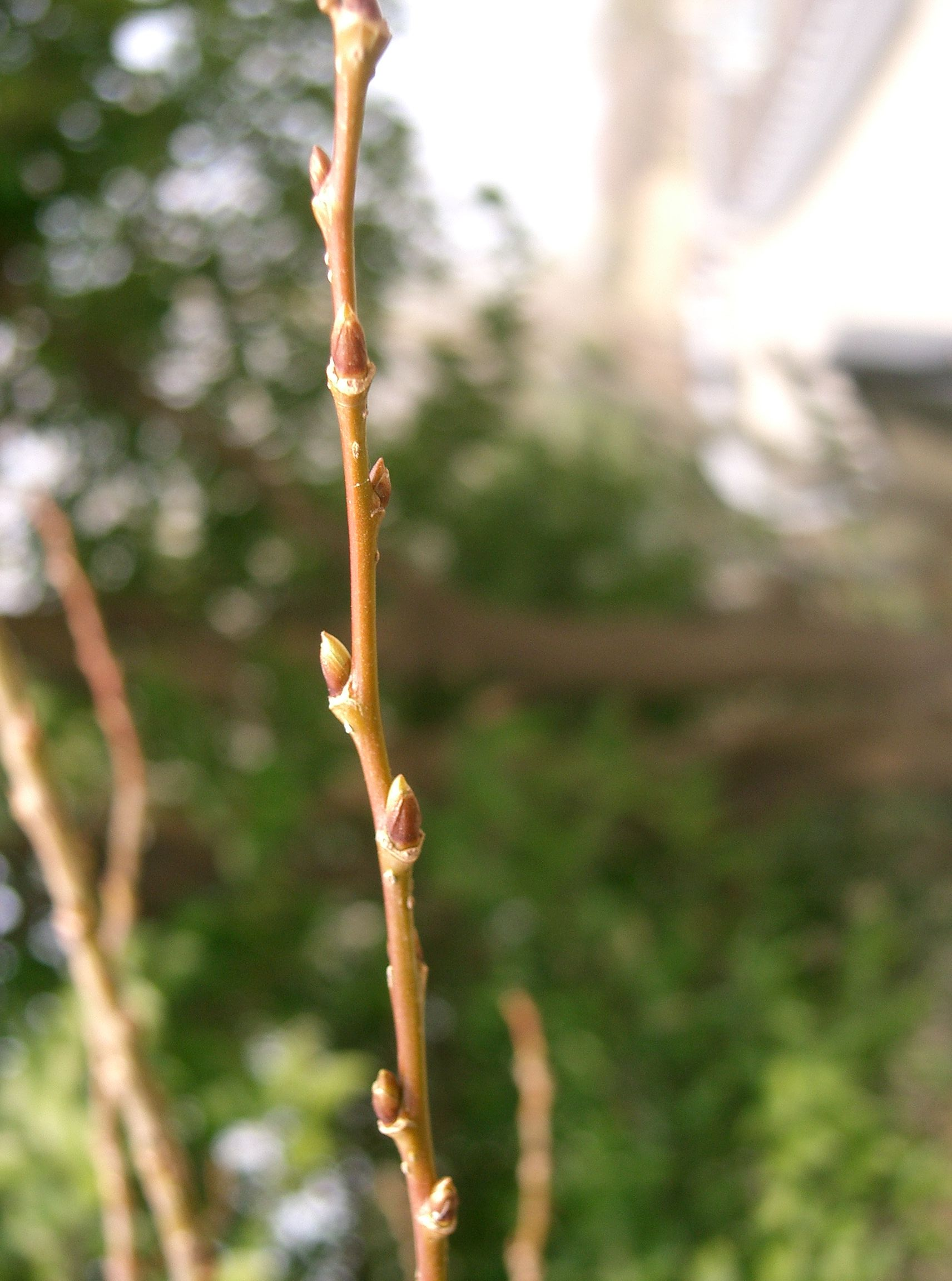
붉은색 잎을 틔우고 있는 왕버들

버드나무속(Salix)에 속한 나무 가운데 교목이면서 키가 10미터가 넘는 종 중 수양버들처럼 가지가 밑으로 길게 처지는 나무에는 능수버들(S. pseudolasiogyne), 개수양버들(S. dependens), 용버들(S. matsudana f. tortuosa)이 있다. 용버들은 가지가 우불꾸불하여 구별이 쉬우나, 수양버들과 능수버들, 개수양버들은 구분이 쉽지 않다. 뒷 두 나무는 작은 나뭇가지가 황록색이고, 수양버들은 붉은빛을 많이 띤 자주색이라는 점에서 구분한다. 또한 줄기의 대부분이 잘 늘어지는 것은 수양버들, 그 해에 새로 자라난 줄기만 들어지는 것은 능수버들, 새 잎이 붉은색을 띠면 왕버들로 구분한다. 한반도에서는 가지가 아래로 늘어지는 버드나무류는 거의 능수버들이라 해도 틀리지 않는다. 처진개벚나무는 일반적인 왕벚나무와 달리, 수양버들처럼 가지가 아래로 늘어지기에 "수양벚나무"라고도 불린다.

## 쓰임새

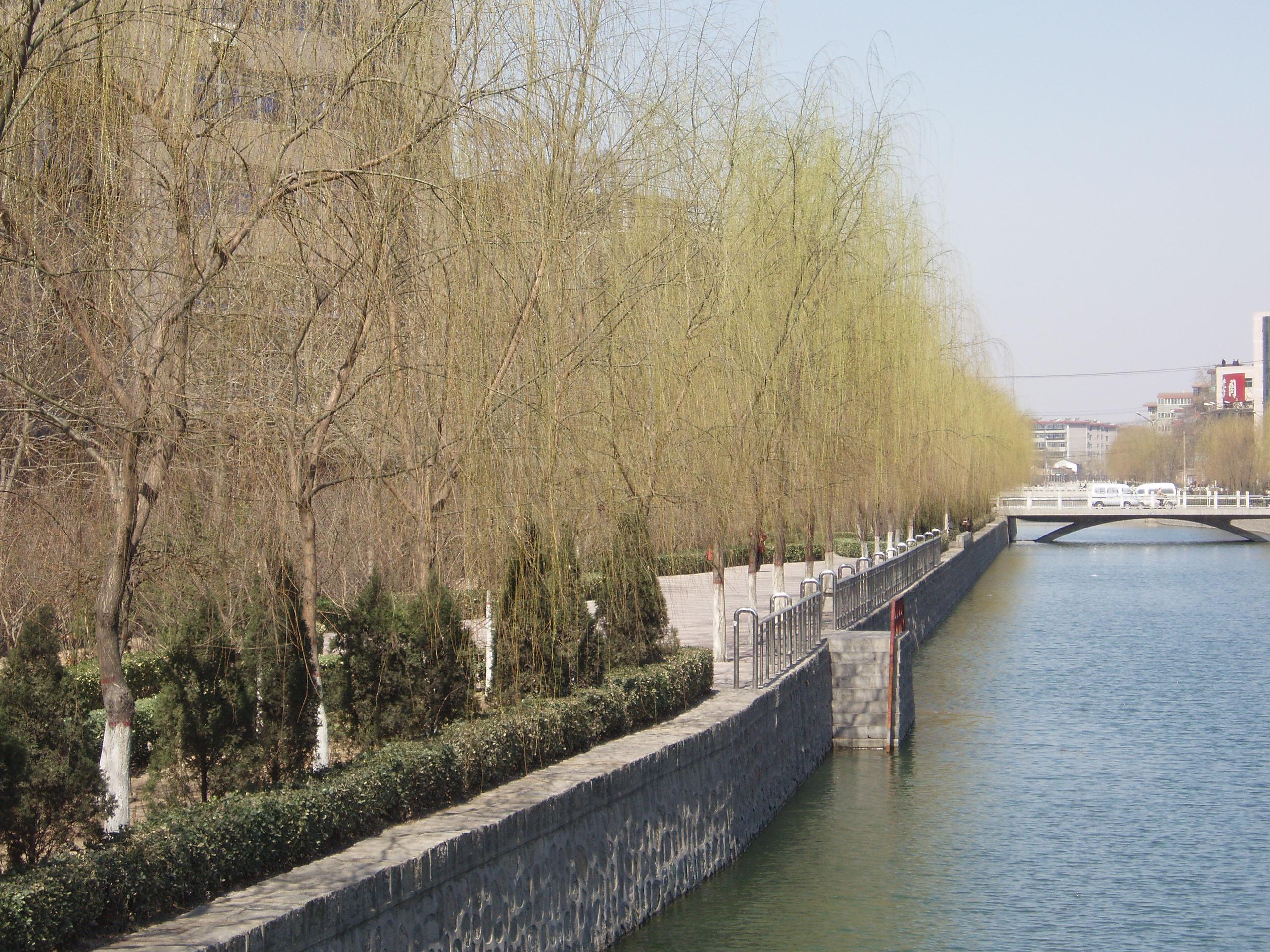
가로수로 심어진 수양버들

수양버들은 대기오염에 강하고 대기 중의 오염물질을 흡착하여 대기를 깨끗이 하는 정화능력 또한 높기에 전 세계에서 가로수와 정원수 등 관상수로 많이 이용된다. 산업적으로는 목재를 이용하고, 각 지역에서 민간 의약품으로 쓰인다.
잎에는 많은 비타민C를 포함하고 있기에 중국에서는 수양버들의 새싹을 초봄의 야채로도 먹으며, 다량으로 재배하기에 잎이나 가지는 가축의 사료로도 이용된다. 한국에서도 잎이 달린 어린 가지를 집짐승 먹이로 쓴다. 한국에서는 옛부터 우물가나 연못가, 후원의 별당에 심었다.:563 서울에서 1970년대에 처음으로 가로수 조성이 시작될 때 가로수는 주로 수양버들을 심었으나, 종자의 솜털이 호흡기 질환을 유발하기에 90년대 초에 은행나무, 잣나무 등으로 대체되었다. 일본에서 전국의 도시의 가로수로 식재되는 수종의 조사 결과에 따르면 수양버들은 전국의 가로수의 10퍼센트를 차지한다. 일본의 도쿄에 처음 수양버들이 가로수로 심어진 것은 1880년으로, 긴자, 니혼바시, 우에노, 아사쿠사 등에 심어졌었다. 수양버들은 성장이 빠르기에 가로수로 심을 경우, 보도가 좁으면 가지치기 등에 비용이 많이 들게 되고 자라면서 간판을 가리거나 도보를 방해하게 된다. 따라서 가로수로 선정할 경우 선정할 지역, 수목의 유지와 관리에 주의를 기울일 필요가 있다.

### 목재

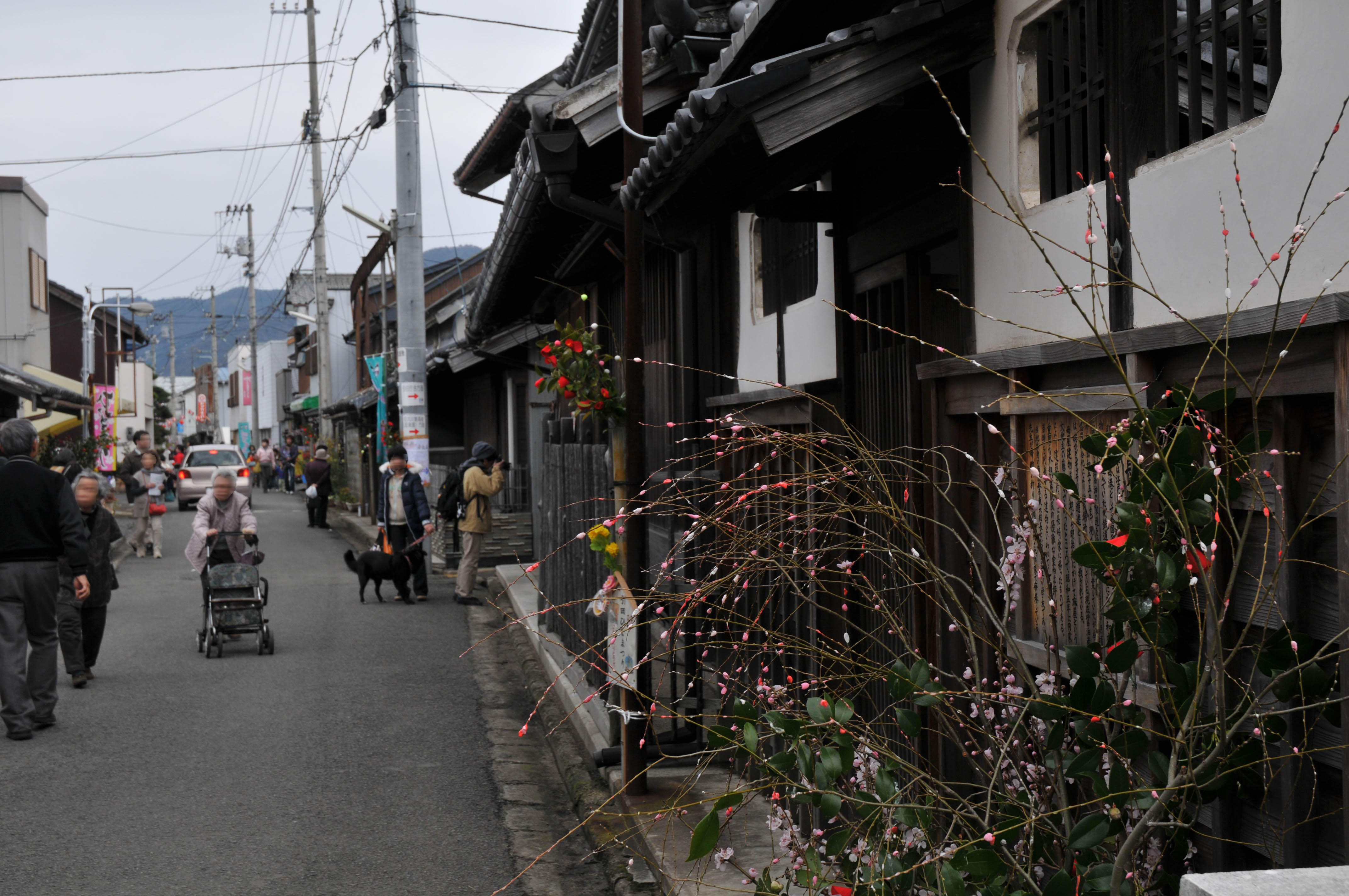
마유다마로 꾸며진 거리

목재는 속목재와 겉목재의 구별이 뚜렷하지 않으나 대체로 겉목재는 희고 속목재는 약간 담갈색이다. 목재는 질이 연하고 유연하며 가볍기에 가공하기 쉽다.:215 섬유소가 57.83% 들어 있어서 펄프재로 쓰며, 건축재, 가구재, 성냥재, 판자, 도마, 이쑤시개, 상자 등 여러 가지 세공재로도 쓴다. 일본에서는 과거 풀을 베는 도구의 손잡이나 게다, 설날 장식 중 하나인 마유다마(繭玉)를 만드는 데 쓰였다.

### 약재
수양버들은 가지, 뿌리, 인피(靭皮), 잎, 꽃, 씨앗을 약으로 쓴다.:215 한방에서 생약명 은 가지를 약으로 쓰면 유지(柳枝), 인피는 유백피(柳白皮), 잎은 유엽, 꽃은 유화, 씨앗은 유서이다.
유지 30∼60그램을 달인 물로 양치질하거나 훈증하여 씻는 등의 방법으로 이용한다. 류머티스, 황달, 화상, 습진 등을 다스리고 신경통, 치통 등 통증의 진통에 효과가 있으며 종기의 치료에도 이용된다.
또한 타닌을 포함하고 있어서 어린 싹 부분을 말린 뒤에 달여 하루에 2~3회 마시면 이뇨 작용과 완화 작용을 하여 담의 결석을 녹여주고 황달의 치료에도 도움이 되며, 이 물로 머리를 감으면 비듬의 제거에도 유용하다.

#### 민간요법
민간요법에 따르면, 수양버들을 달여 마시면 간장병에 효과가 있고, 수양버들의 잎이나 가지에서 짜낸 즙, 늙은 수양버들에 벌레가 생겨 나온 톱밥을 소주와 반죽한 것을 삔 부위에 싸매면 부종의 제거에 도움이 된다.:137 가지를 잘게 썰어 생강을 넣고 달여 마시면 기침에 효능이 있고:75, 껍질을 갈아서 분말로 만들어 담배처럼 말아 연기를 머금다가 밖으로 뿜어내면 치아 건강에도 유익하다. 또, 수양버들의 즙을 장기 복용하면 자궁출혈 외용시에 치료에 효과가 있다.:152 또한 수양버들의 잔가지를 삶은 물을 복용하면 신장과 폐 기능의 회복에 도움이 된다.

## 여러 문화 속의 수양버들

### 종교 문화
불교 경전 중 〈부처님의 특출한 모습 32가지〉(三十二大人相)라는 경전에는 '빼어난 눈썹 모습이 휘늘어진 수양버들 같은 모습'이라는 의미로, '아미수양상'(蛾眉垂楊相)이라는 부처님의 모습을 묘사한 표현이 있다.
구약성경 중 하나인〈사무엘 하〉 12장에는 다윗왕이 히타이트 출신 군인 우리아를 죽게 하고 그의 처를 빼앗아 범한 것을 예언자 나단이 책망하자 참회하여 눈물을 흘렸는데, 그가 흘린 눈물이 스며든 자리에서 수양버들과 유향목이 돋아났다는 구절이 있다.:217

### 동양 문화

#### 한국
한국에서는 옛부터 수양버들을 문 안에는 심지 않았다. 가지가 늘어진 수양버들의 모습이 상을 당하여 머리를 풀어헤친 여인의 모습을 연상시켜 집안에 심으면 불행한 일이 닥친다는 미신과 수양버들이 많은 물가에 도깨비가 나타난다는 미신 때문이다.:563 수양버들의 실가지가 요염한 여자의 허리와 비슷하다고 하여 심지 않았다고도 하며, 특히 양반집에 심지 않았다고 한다. 또한 제주도에서는 버드나무 가지가 바람에 잘 흔들려 집안에 심으면 부부 중 한 사람이 바람을 피운다고 해서 집 안에 심지 않았다.:563 서울의 노량진은 수양버들이 울창해 '노들나루'라고도 불렸다. 경상북도 고령군에서 전해지는 설화에는, 한양에 과거를 보러 간 도령을 기다리다 절개를 지키려 자결한 낭자가 환생한 것이 수양버들이라고 한다. 과거에 급제하여 고향에 돌아온 도령은 강가의 수양버들이 자신의 금의환향을 환영하는 듯 춤추는 것을 보았다. 오늘날도 수양버들의 흔들림은 마치 누구를 기다리는 것처럼 보인다고 한다.
조선민주주의인민공화국의 수도인 평양의 다른 이름은 '유경'(柳京)인데, 옛날 평안도 사람들의 기질이 너무 강해 이들의 정서를 유화시키기 위해 평양에 수양버들을 많이 심어 이와 같은 이름이 붙었다고 한다.:551

#### 중국
중국에서는 수양버들을 안마당에도 심는데, 이는 한국에서 마당에는 수양버들을 심지 않는 것과 대조된다. 동진의 시인인 도연명은 관직을 버리고 귀향해 집 앞에 수양버들 다섯 그루를 심은 뒤, 스스로를 이러한 다섯 수의 수양버들을 뜻하는〈오류(五柳) 선생〉이라 칭했다. 그리고 중국의 전족 문화에서는 청나라 때 방현(方絢)이라는 사람이《품조》(品藻)라는 책을 통해 전족의 형식을 열여덟 가지로 나누고 이를 다시 9품으로 세세히 나누었는데, 이러한 9품 중 '묘품상중'(妙品上中)이라는 품계는 "나약하고 가늘기가 그지없다. 바람에 기댄 수양버들처럼 가냘퍼 누군가의 부축이 필요하다.…"라는 뜻으로, 전족의 모양을 수양버들에 빗대 묘사하였다. 중국에서는 옛부터〈折柳相送〉라는 말이 쓰이는데, 남북조 시대에 여행을 떠나는 사람에게 수양나무의 가지를 구부려 묶어 건네는 풍습에서 유래했다. 이는 버드나무를 뜻하는 중국어인 '柳'의 발음([ liǔ ])과 머무르다, 주의하다를 뜻하는 중국어인 '留'의 발음([ liú ])이 유사하기 때문이다. 이와 같이 수양버들은 중국에서는 떠나는 사람과 관계되는 '이별'의 의미와 연관이 있으며, 중국 문학 속에서도 이별을 의미하는 데에 많이 쓰였다. 또한 중국 문학에서는 봄이 왔음을 상징하는 이미지로 ‘수양버들의 부드러운 가지’를 드는 경우도 많았다.

#### 일본
일본에서는 수양버들 아래에서 유령이 나타난다는 미신이 있다. 일본에서 불꽃놀이에 사용되는 불꽃의 종류 중 하나인 '니시키카무로기쿠'(일본어: 錦冠菊)는 '수양버들'이라고도 불린다. 일본에서는 잡절(雑節) 중 하나인 히간(彼岸)에, 주로 동북지방에서 무덤에 '게즈리바나'(일본어: けずり花)라고 하는 나무로 만든 꽃을 공양하는데, 이 꽃을 만드는 재료로 수양버들을 사용하기도 한다.

### 수양버들을 소재로 한 작품

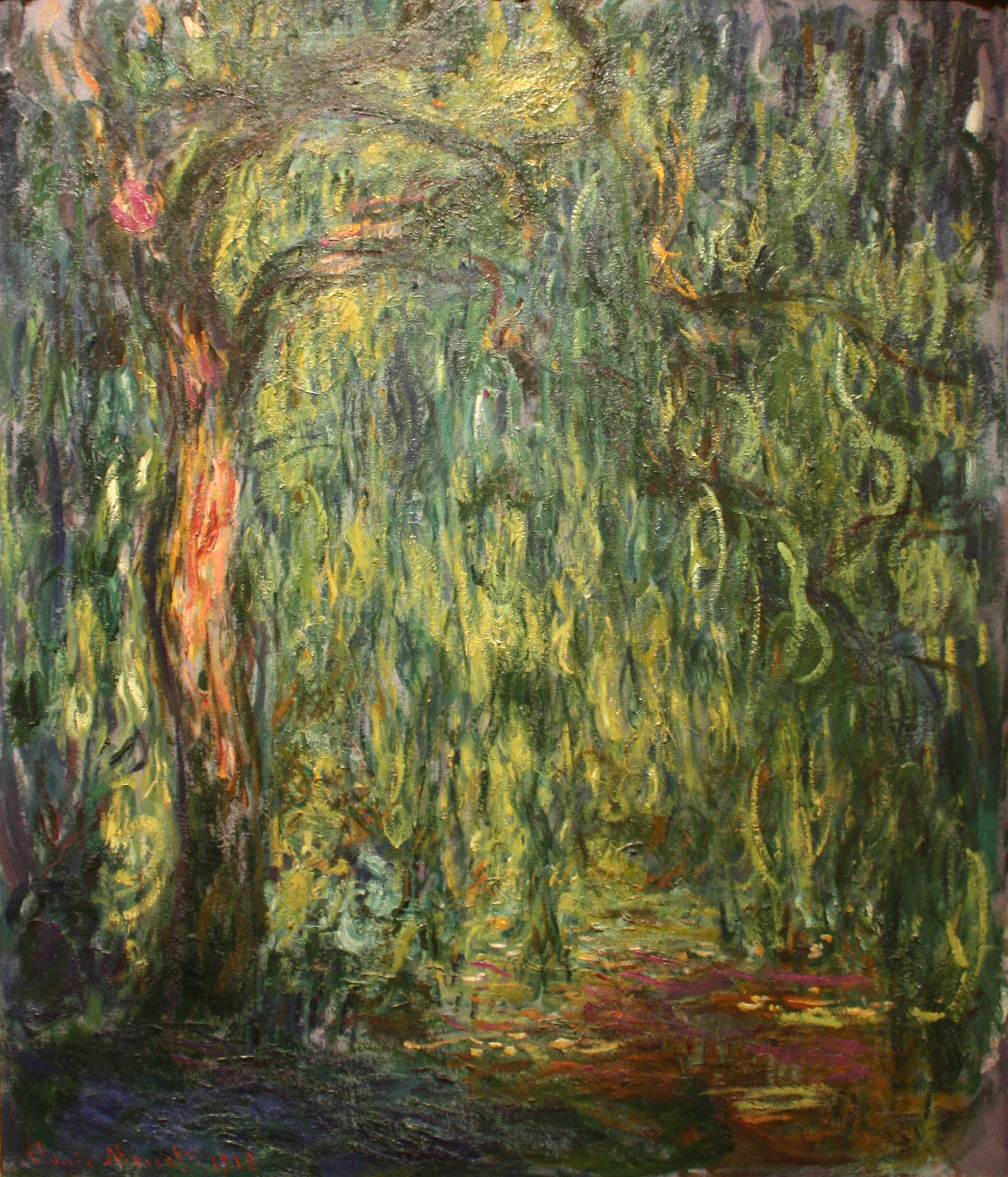
모네가 1918년에 그린 수양버들

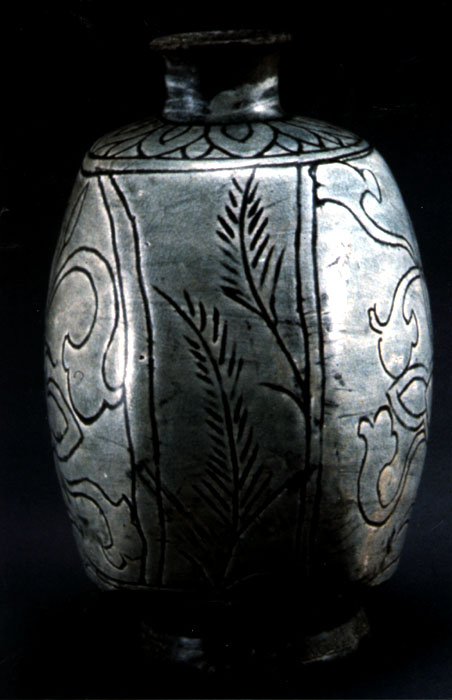
보물 1229호 분청사기 음각연화문 편병 옆면에 새겨진 수양버들

키가 큰 수양버들은 중국에서 송나라 시대 사람들이 많이 그렸다. 한국에서는 상감청자가 만들어지던 초기인 12세기 초에 구름, 학, 연꽃을 비롯한 수양버들이 문양의 소재로 꾸준히 애용되었다. 분청사기의 경우에도 초기에 연꽃과 수양버들이 번갈아 배치되는 문양이 나타난 점이 특징이다. 벽허자(碧虛子) 이도영은〈수양버들과 꾀꼬리〉라는 작품을 통해 수양버들을 묘사하였다. 대중적인 놀이인 화투의 12월에 해당하는 ‘비의 광(光)’(비광)에 그려진 나무가 수양버들이다. 김소월의 시 〈실버들〉이 수양버들을 보고 지은 시이며, 시인 김용택이 2009년에 펴낸 시집 제목이 《수양버들》이다. 시인 김광규는 시 〈4월의 가로수〉에서 전깃줄에 닿는다고 인간들이 가지치기를 해서 드러난, 수양버들의 가지가 잘린 모습을 팔다리가 잘려 나간 모습으로 형상화하여, 인간 문명의 파괴적 속성과 자연의 생명 복원력을 보여 주었다.
| “ | … 늘어진 가지들 모두 잘린 채 줄지어 늘어서 있는 길가의 수양버들 … | ” |
|   | — 김광규, 〈4월의 가로수〉                                        |   |

 화가 클로드 모네는 수련을 비롯해 수양버들을 자신의 정원에 심고 여러 작품 속에서 소재로 이용하였다.

## 같이 보기
- 버드나무(Salix koreensis)
- 능수버들(Salix pseudolasiogyne)
- 왕버들(Salix chaenomeloides)

## 참고 자료
단행본
- 이상희 (1999년 2월 13일). 《우리 꽃문화 답사기》. 넥서스. 340쪽. ISBN 8982200894.
- 박민희; 성환길; 장광진 (2008년 4월 22일). 《우리 산야에 자생하는 약용식물 상》. 푸른행복. 118쪽. ISBN 9788995986233.
- 마이클 폴란 (2009년 9월 8일). 《세컨 네이처》. 이순우 역. 황소자리. 160쪽. ISBN 9788991508606.
- 박영하 (2004년 3월 24일). 《우리나라 나무 이야기》. 이비컴. 111쪽. ISBN 8989484820.
- 최영전 (1996년 9월 5일). 《성서의 식물》. 아카데미서적. ISBN 9788976161574.
- 조태동 (2011년 10월 18일). 《한국의 허브》. 대원사. ISBN 9788936907846.
- 손민 (2003년 4월 20일). 《기적의 민간 저항 요법》. 선영사. 225쪽. ISBN 9788975584121.
- 구본홍 (2010년 10월 22일). 《질병은 치료할 수 있다》. 모아북스. ISBN 9788990539854.
- 한승섭 (2005년 5월 19일). 《누구나 쉽게 하는 응급처치 동의보감》. 중앙생활사. 322쪽. ISBN 9788989634775.
- 정경대 (2004년 5월 20일). 《정경대 박사의 약밥상》. 이가서. 79쪽. ISBN 9788990365347.
- 이상희 (2004년 3월 20일). 《꽃으로 보는 한국문화 2》. 넥서스BOOKS. 252쪽. ISBN 9788957970249.
- 이상희 (2004년 3월 20일). 《꽃으로 보는 한국문화 3》. 넥서스BOOKS. ISBN 9788957970256.
- 김진옥 (2006년 12월 27일). 《여의주를 찾아서》. 답게. 191쪽. ISBN 9788975742149.
- 김윤식 (2006년 4월 30일). 《해방공간 한국 작가의 민족문학 글씨기론》. 서울대학교출판부. 248쪽. ISBN 9788952106612.
- 루링 (2008년 2월 11일). 《중국 여성 전족 한 쌍에 눈물 두 동이》. 이은미 역. 시그마북스. 79쪽. ISBN 9788984453043.
- 동기창 (2003년 5월 25일). 《화안 동기창의 화론》. 시공사. 118쪽. ISBN 9788952730183.
- 한국문화재보호협회 (1998년 7월 20일). 《한국의 무늬》. 한국문화재보호재단. 30쪽. ISBN 9788985764162.
- 한국문화재보호재단 편집부 (2001년 9월 20일). 《한국의 전통 공예기술》. 한국문화재보호재단. 180쪽. ISBN 8985764330.
- 김영원 (2003년 9월 30일). 《조선시대 도자기》. 서울대학교출판부. 196쪽. ISBN 9788952104151.
- 중국본초도감 편찬위원회 (2001년 8월 1일). 《중국본초도감 번역문》. 동국대 한의대 본초학회 번역. 누리미디어. ISBN 8989457580.
- 북한농업과학원 (2001년 8월 1일). 《한국식물대사전 종자식물》. 누리미디어. ISBN 8989457491.

논문
- 남대극 (2002). “버드나무/버들/수양(垂楊)버들”. 《숲과 문화》 11 (5): 32-37.